# Grundbuchamt (Liechtenstein)
Die Abteilung Grundbuch ist Teil des Amts für Justiz im Fürstentum Liechtenstein, welches das öffentliche und mit öffentlichem Glauben ausgestattete Grundbuch führt. In das Grundbuch werden in Liechtenstein von der Abteilung Grundbuch (Amt für Justiz) Liegenschaften, Grundstücke und die an ihnen bestehenden dinglichen Rechte eingetragen.

## Aufgaben des liechtensteinischen Grundbuchamtes als Teil des Amts für Justiz
- Handänderungen
- Begründung von Stockwerkeigentum
- Beglaubigung und Öffentliche Beurkundung
- Parzellenteilungen und -vereinigungen
- Grundbuchvermessung / Grundbuchpläne
- Ausgabe von Grundbuchauszügen
- Eintragung von Grundpfandrechten
- Eintragung von Dienstbarkeiten
- Eintragung von Vorkaufs-, Kaufs- und Rückkaufsrechte
- Amtliche Schätzungen
- Eintragung von Bauhandwerkerpfandrechten
- Sonstige Eintragungen im Grundbuch
- Grundbuchbereinigung

## Entwicklung des Grundbuches und Grundbuchamtes in Liechtenstein
In Liechtenstein können drei wesentliche historische und organisatorische Entwicklungsphasen unterschieden werden (1/2/4).
| Phasen | Zeitabschnitt      | Organisation |
| ------ | ------------------ | --- |
| 1      | 1809 bis 1995/96   | Grundbuchführung ausschließlich auf physischen Datenträgern (Grundbuch in Papierform); |
| 2      | ab 1996 bis 2008   | Systematische und gesetzlich normierte Grundbuchführung auf physischen Datenträgern mit Computerunterstützung (Grundbuch in Papierform [Haupt- und Haupttagebuch], Führung des Tagebuchs, der Grundstücksbeschreibung sowie von Hilfsregistern computerunterstützt [Computer ist nur Hilfsmittel]); Um die Praktikabilität des Systems für eine umfassende EDV-Grundbuchführung auszutesten, wurde 2002 Teile des Grundbuchs für die Gemeinden Eschen, Ruggell und Balzers umgestellt. |
| 3      | ab 1. Oktober 2000 | Das Grundbuchamt wird mit dem Öffentlichkeitsregister (seit 1. Februar 2013: Handelsregister) zum Grundbuch- und Öffentlichkeitsregisteramt zusammengelegt (nunmehr Teil des Amts für Justiz) |
| 4      | beginnend 2008     | EDV-Grundbuchführung (alle rechtserheblichen Daten und Hilfsdaten sind elektronisch erfasst und werden auf zumindest zwei vollständig unabhängigen Datenträger abgespeichert (Datenspiegelung)). Grundbuchsbelege liegen weiterhin in physischer Form vor. |
| 5      | ab 1. Februar 2013 | Das Grundbuchamt wird Teil des neu geschaffenen Amt für Justiz; |

## Verfahrensrecht in Grundbuchsachen
Die Zuständigkeit in Grundbuchsachen liegt für Immobilien gemäß Art 19 SR in Verbindung mit Art 32 IPRG jedenfalls bei den liechtensteinischen Behörden bzw. Gerichten.
Wo das Gesetz es nicht ausdrücklich anders bestimmt, ist das Fürstliche Landgericht in Vaduz zuständig. In Grundbuchsachen jedoch ist in der Regel das Grundbuchamt zuständig.
Das Grundbuchamt ist als Teil des Amts für Justiz eine Amtsstelle der Landesverwaltung gemäß Verwaltungsorganisationgesetz. Das Grundbuchamt hat seit der Novelle des SR im Jahr 2008 und Aufhebung des Art 101 Zif 3 SchlT SR primär das Landesverwaltungspflegegesetz in Grundbuchsachen anzuwenden, soweit nicht ausdrücklich die Anwendung einer anderen Verfahrensordnung angeordnet wird.

## Öffentlichkeitsprinzip
Das Grundbuch ist öffentlich. Das Grundbuchamt daher, wenn jemand ein berechtigtes Interesse glaubhaft machen kann, verpflichtet, jedermann in bestimmte Blätter des Grundbuches Einsicht zu gewähren oder Auszüge davon anzufertigen und auszugeben.
Telefonische Auskünfte des Grundbuchamtes erfolgen jedoch ohne Gewährleistung für deren Richtigkeit und Vollständigkeit.

## Gesetzliche Grundlagen
Die wichtigsten gesetzlichen Grundlagen für das Amt für Justiz (früher: Grundbuch- und Öffentlichkeitsregisteramt) zur Führung des Grundbuches:
- Grundbuchverordnung[13]
- Baugesetz[14]
- Grundverkehrsgesetz[15]
- Landesverwaltungspflege[16]
- Denkmalschutzgesetz[17]

## Kontakt
Amt für Justiz (AJU),
Giessenstrasse 3,
Postfach 684,
9490 Vaduz,